# Denis Le Saint
Denis Le Saint, né le 1er mars 1964 à Brest, est un entrepreneur et un dirigeant sportif français.
Depuis 1998, il dirige avec son frère Gérard l'entreprise familiale Le Saint, leader national de la distribution de produits frais,, dégageant plus de 800 millions d'euros de chiffre d'affaires annuel,,,. En 2016, il devient président du Stade Brestois 29, le club de football professionnel de Brest,,.
Sous sa présidence, le club remonte en Ligue 1 en 2019. Il lance aussi la construction d'un nouveau stade, prévu pour 2027,. Le club se qualifie même pour l'édition 2024-2025 de la Ligue des champions grâce à la 3e place de ligue 1.